# Друштво Горски Вијенац
Друштво „Горски Вијенац“ бивше је културно-умјетничко друштво, основано у марту 1894. на Цетињу, под покровитељством књаза Мирка Петровића, великог војводе Зете и Граховца.

## Историјат
Илија Пламенац је био предсједник и он је највише радио на оснивању друштва. Циљ друштва је био просвјетно-културни. Средишњу управу су, поред предсједника, потпредсједника, тајника, благајника, књижничара, чланова одбора, сасатљали још: учитељски збор и књижевни одбор. Учитељски збор је поучавао чланове пјевању (основан је хор од 36 чланова), игрању (отворили су школу за играње), мачевању и уопште, гимнастици. Књижевни одбор је водио бригу о издавању листа Луча. У другој пјесми првог броја Луче, коју је написао Филип. Ј. Ковачевић, а која носи назив Химна друштва Горски вијенац, слави се српство  Црногораца.
Друштво је имало три врсте чланова: редовне, помагаче и добротворе. Редовни су становали на Цетињу и годишње су плаћали 4 фиорина годишњег улога. Помагачи нису стално боравили на Цетињу и годишње су плаћали 3 фиорина годишње, а добротври су одједном плаћали најмање 1 фиорин.